# Ciljana terapija
Ciljana terapija je oblik lečenja zasnovan na načelima moderne molekularne medicine (medicina koja proučava bolesti na nivou ćelija i molekula) koja je svojim novootkrivenim tehnikama otkrila mnoge mehanizme koji stimulišu nastajanje i rast tumora i time omogućila proizvodnju lekova koji ciljano deluju na te procese. Glavna prednost ovakve terapije je ciljano uništavanje tumorske ćelije, bez negativnog dejstva na zdrave ćelije i tkiva.
Zato primena bioloških lekova nije povezana s neželjenim dejstvima karakterističnima za primenu hemoterapije (gubitak kose, mučnina i povraćanje, smanjenje broja belih krvnih ćelija...).

## Nazivi
Ciljana terapija — Ciljano biološko lečenje — Molekularno-ciljana terapija — Biološka terapija — Terapija pametnim lekovima.

## Opšte informacije
Glavna osobina tumora je nekontrolisan rast jer su njihove ćelije u velikoj meri ili potpuno neosetljive na normalne kontrolne mehanizme koji regulišu rast i masu ostalih zdravih tkiva u organizmu, te se one stalno umnožavaju i tako povećavaju masu tumora. Osim toga, tumorske ćelije su genetički nestabilne pa se tokom njihovog rasta mutacije događaju mnogo češće nego kod normalnih ćelija.

Ćelije primaju različite signale iz svoje okoline preko molekula na svojoj površini koje zatim te iste signale putem malih proteinskih molekula prenose unutar ćelija do DNK (gena) i na taj način svaka ćelija živi i obavlja svoju funkciju. Krajnja fiziološka informacija zdravim ćelijama je skup svih signala, koji mogu biti različita naredbe — koja mogu glasiti...
...rasti, budi funkcionalna, deli se, miruj ili odumri.
 Dok kod bolesti raka ćelije stalno primaju patološku, istu, ali pogrešnu informaciju... 
rasti i deli se beskonačno.

## Vrste ciljane terapije
Ciljana terapija kao vrsta lečenja koristi lekove ili druge supstance za identifikaciju i „napadanje” specifičnih tipova ćelija raka sa manje štete za normalne ćelije.
I dok neke vrste ciljane terapije blokiraju delovanje određenih enzima, proteina ili drugih molekula uključenih u rast i širenje ćelija raka. Druge vrste ciljanih terapija pomažu imunološkom sistemu da „ubije” ćelije raka ili isporuči toksične supstance direktno ćelijama raka i ubije ih.
Većina ciljanih terapija, ima dobru stranu, jer njihove supstance, male molekule ili monoklonalna antitiela, mogu imati manje neželjenih efekata od drugih vrsta lekova primenjenih u lečenju raka.
| Vrste ciljane terapije                                | Opis terapije |
| ----------------------------------------------------- | --- |
| Hormonska terapija                                    | - Usporava ili zaustavljaju rast tumora osetljivih na nedostatak hormona. - Sprečavaju telo da proizvodi hormone ili ometa delovanje hormona. - Odobrena je i za rak dojke i za rak prostate. |
| Inhibitori transdukcije signala                       | - Blokiraju aktivnosti molekula koje učestvuju u transdukciji signala, procesa kojim ćelija reaguje na signale iz svoje okoline. - Tokom ovog procesa, kada je ćelija primila određeni signal, signal se prenosi unutar ćelije kroz niz biohemijskih reakcija koje na kraju daju odgovarajući odgovor(e). - Kod nekih vrsta raka, maligne ćelije se stimulišu tako da se kontinuirano razdvajaju, a da to ne učine spoljašnji faktori rasta. - Inhibitori transdukcije signala ometaju ovu neprikladnu signalizaciju.                                                                                        |
| Modulatori ekspresije gena                            | - Modifikuju funkciju proteina koji igraju ulogu u kontroli ekspresije gena. - Infektori apoptoze uzrokuju da ćelije raka prolaze kroz proces kontrolisane ćelijske smrti zvane apoptoza. Apoptoza je jedna od metoda koju telo koristi da bi se oslobodila nepotrebnih ili abnormalnih ćelija, ali ćelije raka imaju strategije da izbegnu apoptozu. Infektori apoptoze mogu da zaobiđu ove strategije da bi izazvali smrt ćelija raka. |
| Inhibitori angiogeneze                                | - Blokiraju rast novih krvnih sudova tumora (proces koji se naziva tumorska angiogeneza). jer snabdevanje krvlju je neophodno da tumori pređu određenu veličinu, jer krv obezbeđuje kiseonik i hranljive sastojke koji su potrebni za nastavak rasta tumora. - Tretmani koji ometaju angiogenezu mogu blokirati rast tumora. - Neke ciljane terapije koje inhibiraju angiogenezu ometaju delovanje vaskularnog endotelnog faktora rasta (VEGF), dok druge supstance stimulišu stvaranje novih krvnih sudova. - Ostali inhibitori angiogeneze ciljaju druge molekule koji stimulišu rast novih krvnih sudova. |
| Imunoterapije                                         | - Pokreću imunološki sistem da uništi ćelije raka. - Neke imunoterapije su monoklonalna antitela koja prepoznaju specifične molekule na površini ćelije raka. - Vezivanje monoklonskog antitela na ciljni molekul dovodi do imunog uništenja ćelija koje eksprimiraju taj ciljni molekul. - Druga monoklonska antitela vezuju se za određene imunološke ćelije kako bi pomogla ovim ćelijama da bolje ubijaju ćelije raka. |
| Monoklonska antitela koja ispuštaju toksične molekule | - Mogu izazvati smrt ćelija raka. - Jednom kada se antitelo veže za ciljnu ćeliju, toksični molekul koji je povezan sa antitelom na kraju ubija tu ćeliju ( kao što radioaktivna supstanca ili otrovnu hemikalija napada ćeliju), - Toksin neće uticati na ćelije kojima nedostaje „meta” za antitelo – a to je velika većina ćelija u telu. |
| Vakcine protiv raka i genska terapija                 | - Ponekad se smatraju ciljanim terapijama jer ometaju rast specifičnih ćelija raka. |

## Odobrene vrste ciljane terapije

### Inhibitori tirozin kinaze
Tirozinska kinaza je enzim koji može da prenese fosfatnu grupu sa ATP-a na protein u ćeliji. Ona služi kao prekidač u mnogim ćelijskim funkcijama.
Fosfatna grupa se vezuje na aminikiselinu tirozin na proteinu. Tirozinske kinaze su podgrupa veće klase proteinskih kinaza koje vezuju fosfatne grupe na druge aminokiseline (serin i treonin). Fosforilacija proteina kinazama je važan mehanizam u komuniciranju signala unutar ćelije (prenos signala) i regulaciji ćelijske aktivnosti, npr. ćelijske deobe.
Proteinske kinaze su podložne mutacijama, usled čega mogu da budu zamrznute u uključenoj poziciji, i da uzrokuju neregulisani rast ćelije, što je neophodno za razvoj kancera. Iz tog razloga su inhibitori kinaza, kao što je imatinib, često efektivni u tretmanu kancera.
Većina tirozinskih kinaza ima asociranu proteinsku tirozinsku fosfatazu, koja uklanja fosfatnu grupu.
Proteinske kinaze su grupe enzima koji poseduju katalitičke podjedinice koje prenose gama (terminalni) fosfat sa nukleotidnih trifosfata (često ATP) na jedan ili više aminokiselinskih ostataka u bočnom lancu proteinskog supstrata. To dovodi do konformacione promene, što utiče na funkciju proteina. Proteinske kinaze se ubrajaju u dve široke klase, na osnovu supstratne specifičnosti: serin/treonin specifične i tirozin specifične.
- Imatinib mesilat (Gleevec, poznat i kao STI-571) namenjen je za lečenje hroničnog mieloidnog gastrointestinalnog stromalnog tumora i nekih drugih vrsta raka. Rana klinička ispitivanja sugerišu da imatinib može biti efikasan u lečenju dermatofibrosarkoma protuberans.
- Gefitinib (Iressa, poznat i kao ZD1839) cilja tirozin kinazu receptor epidermalnog faktora rasta (EGFR) i odobren je u Sjedinjenim Državama za lečenje karcinom pluća koji nije mali.
- Erlotinib (trgovačko ime Tarceva), inhibira receptor epidermalnog faktora rasta,[2] i ima sličan mehanizam delovanja kao Gefitinib. Erlotinib je pokazao povećanu stopu preživljavanja pacijenata sa metastatskim rakom pluća bez malih ćelija, kada se koristi kao terapija druge linije. Zbog toga je erlotinib zamienio gefitinib u ovoj bolesti.
- Sorafenib (Nexavar).[3]
- Sunitinib (Sutent)
- Dasatinib (Sprycel)
- Lapatinib (Tykerb)
- Nilotinib (Tasigna)
- Bortezomib (Velcade) je lek koji uzrokuje apoptozu - inhibitor je proteaza pod dejstvom koje ćelije raka prolaze kroz ćelijsku smrt, jer ometa sintezu njihovih proteina. Odobren je u Sjedinjenim Američkim Državama za lečenje multiplog mijeloma, koji nije reagovao na druge tretmane.
- Selektivni modulator receptora estrogena tamoxifen je opisan kao osnova ciljane terapije.[4]
- Inhibitori Janus kinaze, na primer, FDA odobrila tofacitinib
- ALK inhibitor, na primjer, criszotinib
- Bcl-2 inhibitori (na primer, obatoklaks na kliničkim ispitivanjima, navitoklaks i gosipol.[5]
- Inhibitori PARP (na primer, iniparib, Olaparib u kliničkim ispitivanjima)
- PI3K inhibitor (na primer, Perifozin u kliničkim ispitivanjima faze III)
- Apatinib je selektivni inhibitor VEGF receptora 2, koji pokazuje ohrabrujuću antitumorsku aktivnost u širokom rasponu malignih tumora u kliničkim ispitivanjima.[6] Apatinib se trenutno nalazi u kliničkom razvoju za lečenje metastatskog raka želuca, metastatskog raka dojke i uznapredovalog hepatocelularnog karcinoma.
- AN-152 (AEZS-108, doksorubicin ) vezivanjem za [D-Lys (6)] -. LHRH, rezultati faze II kliničkog ispitivanja za karcinom jajnika.
- BRAF inhibitori (vemurafenib [13] , dabrafenib LGX818) se koriste za lečenje metastatskog melanoma koji se razvija uz BRAF mutaciju V600E
- MEK inhibitori (mitogen-aktivirane protein kinaze kinaze, eng. Itogen-activated protein kinaza kinaza ) (trametinib, MEK162) (eng. MEK inhibitori ) se koriste u eksperimentima, često u kombinaciji sa BRAF inhibitorima za lečenje melanoma
- Inhibitori ciklin-ovisne kinaze ( CDK), na primer, PD-0332991, LEE011 - u fazi kliničkih ispitivanja
- Hsp90 inhibitori, je u nekim kliničkim ispitivanjima.
- Salinomicin je pokazao efikasnost u lezijama matičnih ćelija raka kada je indukovan u laboratoriji i prirodno razvija tumore dojke kod miševa.

### Kompleksni preparati malih molekula
- Vintafolid je kompleksan lek koji se sastoji od malih molekula usmerenih ka receptoru folne kiseline. Trenutno je u kliničkim ispitivanjima za lekove protiv raka jajnika otpornih na platinu i protiv raka pluća bez malih ćelija. (NSCLC).[7]

### Inhibitori serin/treonin kinaze (mali molekuli)
- Temsirolimus (Torice)
- Everolimus (afinitor)
- Vemurafenib (Zelboraf)
- Trametinib (Mekinist)
- Dabrafenib (Tafinlar)

### Monoklonalna antitela
Monoklonalna antitela (mAb ili moAb) su monospecifična antitela koja su međusobno identična, jer su napravljena iz identičnih imunskih ćelija koje su klonovi jedne ćelije roditelja. To je u suprotnosti sa poliklonalnim antitelima, koja se formiraju iz nekoliko različitih imunskih ćelija. Monoklonalna antitela imaju monovalentni afinitet, u smislu da se vezuju za isti epitop.
Za skoro svaku supstancu je moguće proizvesti monoklonalna antitela koja se specifično vezuju za nju. Ona se zatim mogu koristiti za detekciju ili prečišćavanje te supstance. Monoklonalna antitela su postala važno oruđe u biohemiji, molekularnoj biologiji i medicini. Kad se korite kao lekovi, njihova imena se završavaju sa sufiksom — mab.
Do dana je razvijeno nekoliko supstanci. Nekoliko njih je u razvoju, a nekoliko njih je dobilo dozvolu od strane FDA i Evropske komisije.
Primeri licenciranih monoklonskih antitela
- Rituksimab ciljevi CD20 pronađeni na B ćelijama. Koristi se u ne-Hodgkin limfomu
- Trastuzumab cilja na Her2 / neu (takođe poznat kao ErbB2) receptor izražen u nekim tipovima raka dojke
- Alemtuzumab
- Cetuksimab cilja na receptor za epidermalni faktor rasta (EGFR). Odobren je za upotrebu u lečenju metastatskog kolorektalnog karcinoma,,[9][10] i karcinoma skvamoznih ćelija glave i vrata.[11][12]
- Panitumumab takođe cilja na EGFR. Odobren je za upotrebu u lečenju metastatskog kolorektalnog karcinoma.
- Bevacizumab cilja cirkulišući VEGF ligand. Odobren je za upotrebu u lečenju raka debelog creva, raka dojke, raka pluća bez malih ćelija, i ispitan je u lečenju sarkoma. Preporučena je njegova upotreba za lečenje tumora mozga.
- Ipilimumab (Iervoi)

Uporedno sa navedenim supstancama, razvijaju se i mnogi konjugati antitela i lekovi (ADC).

## Literatura
- Flaherty, K. T.; Infante, J. R.; Daud, A.;  . (2012). „Combined BRAF and MEK inhibition in melanoma with BRAF V600 mutations”. New England Journal of Medicine. 367 (18): 1694—1703..
- Petrelli F, Borgonovo K, Cabiddu M, Lonati V, Barni S (2012). „Relationship between skin rash and outcome in non-small-cell lung cancer patients treated with anti-EGFR tyrosine kinase inhibitors: A literature-based meta-analysis of 24 trials”. Lung Cancer. 78 (1): 8—15..
- Cai, J.; Ma, H.; Huang, F.;  . (2013). „Correlation of bevacizumab-induced hypertension and outcomes of metastatic colorectal cancer patients treated with bevacizumab: a systematic review and meta-analysis”. World Journal of Surgical Oncology. 11: 306..
- Gore L, DeGregori J, Porter CC. Targeting developmental pathways in children with cancer: what price success? Lancet Oncology 2013; 4(2):e70-78.

## Spoljašnje veze
|  | Molimo Vas, obratite pažnju na važno upozorenje u vezi sa temama iz oblasti medicine (zdravlja). |